# مستشفى ومركز سينت جوزيف الطبي
مستشفى ومركز سينت جوزيف الطبي هو مستشفى في مدينة فينيكس عاصمة ولاية أريزونا في الولايات المتحدة الأمريكية. يتبع المستشفى منظمة ديغنيتي هيلث ويضم ٥٩٥ سرير. يضم المستشفى مركز باررو للأمراض العصبية ومعهد نورتون للأمراض الصدرية.